# Karl Wawra
Karl Wawra (* 27. Juli 1924 in Wien; † 5. März 2007 ebenda) war ein österreichischer Schriftsteller.

## Leben
Karl Wawra maturierte 1942, im Zweiten Weltkrieg war er als Soldat eingesetzt. Nach dem Krieg machte er eine Schauspielausbildung am Max Reinhardt Seminar und hatte ein Engagement am Theater an der Insel. Ab 1951 war er in der Wiener Hauptverwaltung der Böhler Stahlwerke tätig.
34 Jahre lang war Wawra mit dem Wiener Rechtsanwalt Franz Xaver Gugg (1921–2003), der im Laufe seines Lebens das wahrscheinlich umfangreichste Archiv zur österreichischen Homosexuellengeschichte der 1960er bis 1980er Jahre angelegt hatte, liiert.
Karl Wawra schrieb Lyrik und Prosa. 

## Werke (Auswahl)
- Gärtchen in Moll. Gedichte, Wien: Jungbrunnenverlag 1952 (= Junge österreichische Autoren, Bd. 10)
- Der Stufenbrunnen. Neue Gedichte, Wien: Bergland 1956 (= Neue Dichtung aus Österreich, hg. von Rudolf Felmayer, Bd. 13)
- Türme. Prosadichtungen, Wien: Bergland 1958 (= Neue Dichtung aus Österreich, hg. von Rudolf Felmayer, Bd. 41)
- Kindern Eintritt verboten. Roman, Hamburg: Claassen 1959
- Peter verlässt das Paradies, Roman, Graz/Wien: Stiasny 1961
- Die Boten jeder Stunde, Gedichte, Wien/München: Verlag für Jugend und Volk 1962
- Quasi vom Himmel gefallen. Novelle, Wien/Graz: Stiasny 1965 (= Stiasny-Bücherei, Bd. 115, hg. von Viktor Suchy)
- Die Auferstehung der Sonnenblume. Gedichte. Wien: Bergland 1968 (= Neue Dichtung aus Österreich, hg. von Rudolf Felmayer, Bd. 148/149)
- Kindern Eintritt verboten. Roman, Neuauflage Frankfurt am Main: FISCHER Digital 2016 (e-Publikation, Buch)

## Auszeichnungen
- 1957: Alma-Johanna-Koenig-Preis[3]
- 1957: Robert-Musil-Stipendium des österreichischen Bundesministeriums für Unterricht[3]
- 1961: Österreichischer Förderungspreis für Literatur
- 1965: Förderungspreis der Stadt Wien für Literatur[4]